# Money Maker
«Money Maker» — первый сингл из альбома Ludacrisа Release Therapy.
Песня была выпущена на радио 17 июля, 2006 года . Песня была написана Кристофером Бриджесом и Фарреллом Уильямсом. Видео было 17 августа, 2006 года. Сингл был первым на различных чартах. Номер одни на Billboard Hot 100, Hot R&B/Hip-Hop Songs, Hot Rap Tracks в Соединённых Штатах. Песня выиграла MTV Video Music Awards.Это третий сингл Ludacrisа который выигрывает эту премию # 1 хитом.
Песня выиграла Грэмми в 2007 году.

## Музыкальное видео
Видеоклип вышел 17 августа 2006 года. Премьера по различным каналам, включая BET, MTV и MuchMusic.

## Чарты и сертификация
| Чарт (2006)                           | Лучшая позиция |
| ------------------------------------- | -------------- |
| Brazil (ABPD)                         | 18             |
| Germany (Media Control AG)            | 86             |
| США (Billboard Hot 100)               | 1              |
| США (Billboard Hot R&B/Hip-Hop Songs) | 1              |
| США (Billboard Hot Rap Songs)         | 1              |
| US Pop 100 (Billboard)                | 5              |
| США (Billboard Rhythmic)              | 1              |

| Чарт (2006)                  | Позиция |
| ---------------------------- | ------- |
| US Billboard Hot 100         | 35      |
| US Hot Rap Songs (Billboard) | 13      |

| Регион | Сертификация | Продажи    |
| --- | ------------ | ---------- |
| США (RIAA) | Платиновый   | 1 000 000^ |
| * Данные о продажах приведены только на основе сертификации. ^ Данные о тиражах приведены только на основе сертификации. |              |            |